# Karl Hoffmann (Fußballspieler, 1935)
Karl „Kalli“ Hoffmann (* 10. Oktober 1935 in Düsseldorf; † 16. März 2020 in Langenfeld) war ein deutscher Fußballspieler, der als Aktiver der deutschen Fußballnationalmannschaft der Amateure an den Olympischen Sommerspielen 1956 in Melbourne teilgenommen hat. Von 1955 bis 1963 bestritt er in der Oberliga West für Fortuna Düsseldorf 162 Spiele und erzielte dabei zwei Tore.

## Laufbahn

### Vereine, bis 1966
Bereits in der Jugend vom VfL Benrath machte der Nachwuchsspieler mit seinen Leistungen auf sich aufmerksam und wurde von DFB deshalb auch in die Spieleraufgebote für die UEFA-Juniorenturniere 1953 und 1954 aufgenommen. Bevor der Abwehrspieler „Kalli“ Hoffmann 19-jährig im Jahre 1955 zu Fortuna Düsseldorf wechselte, hatte er bereits mit seinem Stammverein VfL Benrath in der Saison 1954/55 – nach der Meisterschaft in der Landesliga Niederrhein 1953/54 und dem Aufstieg – mit 21 Ligaspielen und drei Toren eine Runde Spielpraxis in der 2. Liga West gesammelt. Nach dem Wechsel von den Schwarz-Weißen aus dem südlichen Stadtteil Benrath zu den Rot-Weißen vom Flinger Broich absolvierte „Kalli“ Hoffmann in seiner Debütrunde in der Oberliga West, 1955/56, auf Anhieb alle 30 Rundenspiele unter Trainer Kuno Klötzer und belegte mit der Fortuna den sechsten Tabellenplatz. Sein erstes Punktspiel fand am 27. August 1955 beim 2:1-Auswärtserfolg bei Schalke 04 statt, wo er an der Seite von Mittelläufer Erich Juskowiak und den Halbstürmern Matthias Mauritz und Jupp Derwall als linker Läufer agierte. Im Jahr der Fußball-Weltmeisterschaft 1958 in Schweden gewann der zuverlässige Läufer und Verteidiger mit seinem Verein am 27. Juni in Wuppertal durch einen 4:1-Erfolg gegen den 1. FC Köln den westdeutschen Pokal. Im DFB-Pokal verlor Hoffmann das Finale am 16. November in Kassel mit 3:4 Toren nach Verlängerung gegen den VfB Stuttgart. Dem rechten Läufer gelang dabei in der 50. Minute der 1:1-Zwischenstand. Die beste Platzierung in der Oberliga gelang 1958/59 mit Trainer Hermann Lindemann, als Fortuna punktgleich mit Vizemeister 1. FC Köln – beide Vereine hatten eine Punktebilanz von 39:21 Zählern – auf dem dritten Rang landete. „Kalli“ Hoffmann absolvierte in dieser Runde 28 Rundenspiele an der Seite von Erich Juskowiak, Matthias Mauritz, Franz-Josef Wolfframm (25 Tore), Heinz Janssen und Jupp Derwall die jeweils 17 Treffer erzielten. Im Jahr des völlig überraschenden Abstiegs in die 2. Liga West, 1959/60, konnte Hoffmann verletzungsbedingt nur 19 Spiele absolvieren. Mit Trainer Fritz Pliska gelang 1960/61 der umgehende Wiederaufstieg. Am 29. August 1962 stand Hoffmann zum zweiten Mal mit Fortuna in einem DFB-Pokalfinale. In Hannover setzte sich aber der 1. FC Nürnberg mit 2:1 Toren in der Verlängerung durch. Im letzten Jahr Oberliga West, 1962/63, konnte sich Fortuna mit Trainer Jupp Derwall nicht in der Spitzengruppe platzieren und wurde somit auch nicht für die neue Fußball-Bundesliga nominiert. „Kalli“ Hoffmann beendete die Oberliga-Ära mit 27 Einsätzen und steht damit von 1955 bis 1963 mit insgesamt 162 Oberligaspielen und zwei Treffern zu Buche.
Hoffmann errang mit Trainer Kuno Klötzer in den Runden 1963/64 und 1964/65 jeweils die dritten Ränge in der Fußball-Regionalliga West. Als im dritten Anlauf 1965/66 der Titelgewinn und Aufstieg in die Fußball-Bundesliga gelang, gehörte der Routinier mit neun Einsätzen nicht mehr der Stammbesetzung an. Das letzte Regionalligaspiel bestritt „Kalli“ am 28. November 1965 beim 0:0 gegen Schwarz-Weiß Essen. Er bildete dabei mit Hans-Josef Hellingrath das Verteidigerpaar. Insgesamt hat er von 1963 bis 1966 in der Regionalliga 70 Spiele absolviert und dabei zwei Treffer erzielt.

### Auswahlspiele, 1953–1956
Hoffmann nahm mit der DFB-Jugendauswahl „A“ im Jahr 1953 das erste Mal am FIFA-Juniorenturnier teil, das in Belgien ausgetragen wurde. Nachdem er im ersten Spiel am 31. März in Lüttich beim 3:2-Sieg über die A-Jugendauswahl Argentiniens eingesetzt wurde, bestritt er auch das am 2. April in Antwerpen mit 1:5 verlorene Länderspiel  gegen die A-Jugendauswahl Spaniens.
Im Trostrundenspiel am 4. April 1953 in Boom bei der 1:3-Niederlage gegen die A-Jugendauswahl Englands und im Spiel um Platz sieben ein Tag später in Reraix bei der 2:3-Niederlage gegen die A-Jugendauswahl Luxemburgs, wurde er ebenfalls eingesetzt.
Er nahm im Jahr 1954 das zweite Mal am FIFA-Juniorenturnier im eigenen Land teil und kam in allen sechs Spielen, einschließlich des am 19. Mai in Köln ausgetragenen Finales gegen die A-Jugendauswahl Spaniens zum Einsatz. Das Spiel endete 2:2 unentschieden nach Verlängerung. Spanien wurde durch das „bessere“ Torverhältnis nach dem Divisionsverfahren aus dem Halbfinale (1:0-Sieg gegen Argentinien) zum Turniersieger erklärt. Im zweiten Spiel, das am 12. Mai in Bonn ausgetragen wurde, erzielte er beim 6:1-Sieg über die A-Jugendauswahl Nordirlands sein einziges Turniertor.
Im einzigen Länderspiel der deutschen Fußballnationalmannschaft der Amateure am 12. November 1955 debütierte Karl Hoffmann in London im Spiel gegen England. Beim 3:2-Erfolg der DFB-Elf war die Läuferreihe mit „Kalli“ Hoffmann, Rudolf Hoffmann und Max Schwall der Rückhalt der Mannschaft. Am 21. April 1956 wurde er für das Spiel in Enschede gegen die Niederlande als rechter Außenläufer in die B-Nationalelf berufen. Trotz der Mitspieler Heinrich Kwiatkowski, Leo Konopczynski und Willi Koll wurde das Spiel mit 0:1 Toren verloren. Vier Wochen später bestritt der Düsseldorfer sein zweites Amateurländerspiel in Freiburg gegen Frankreich. Höhepunkt wurde für ihn und seine Mannschaftskameraden der Amateurnationalmannschaft die Teilnahme am Fußballturnier der Olympischen Sommerspiele 1956 in Melbourne. Am 24. November 1956 trat die von DFB-Trainer Georg Gawliczek trainierte Elf im ersten Spiel gegen den klaren Turnierfavoriten Sowjetunion an. Mit der Verteidigung Albert Görtz, Willi Gerdau, Hermann Höfer, Karl Hoffmann, Rudolf Hoffmann und Fritz Semmelmann, verstärkt durch den zurückgezogenen Halbstürmer Herbert Schäfer, trotzte man dem späteren Olympiasieger um die Stars Lew Jaschin und Kapitän Igor Netto eine knappe 1:2-Niederlage ab, die allerdings das Ausscheiden aus dem Turnier bedeutete.

## Erfolge
- Finalist FIFA-Juniorenturnier 1954

## Sonstiges
Karl Hoffmann war beruflich für die Rheinische Bahngesellschaft AG in Düsseldorf tätig.